# Sumatriptan
Sumatriptan, ook bekend onder een aantal merknamen (zie de infobox rechts) is een geneesmiddel uit de groep van de triptanen, dat wordt gebruikt wanneer iemand een aanval van migraine of clusterhoofdpijn heeft die niet met gewone pijnstillers bestreden kan worden. Het is een van de middelen uit de groep van de triptanen waar de meeste ervaring mee is opgedaan.
Hoewel de werkzame stof in de verschillende merken gelijk is, kan de precieze manier van fabricage van of het gebruik van hulpstoffen in de tabletten of poeders effect hebben op de manier hoe een patiënt op het gebruik ervan reageert.